# Bâtiment à énergie positive
Un bâtiment à énergie positive (parfois abrégé en « BEPOS ») est un bâtiment qui produit plus d’énergie (électricité, chaleur) qu'il n’en consomme pour son fonctionnement. Cette différence de consommation est généralement considérée sur une période lissée d'un an. Si la période est très courte, on parle plutôt de bâtiment autonome (par exemple pour les maisons des dernières tranches de l'écoquartier Eva Lanxmeer aux Pays-Bas qui ne sont « excédentaires » que neuf mois par an — l'électricité étant encore difficilement stockable sur plusieurs mois à l'échelle d'un quartier).

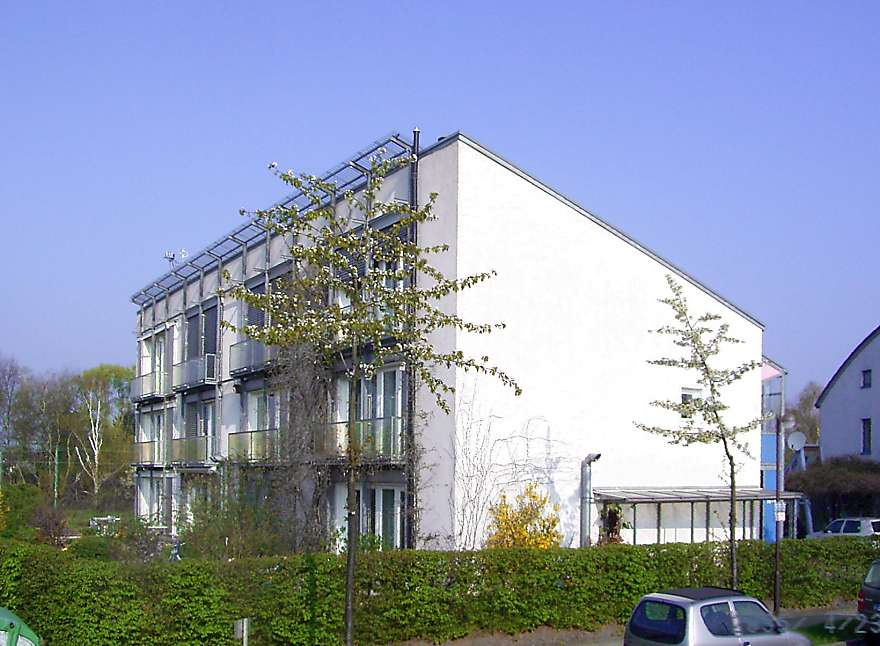
Maison passive à Darmstadt, en Allemagne.

Il s'agit généralement d'un bâtiment passif très performant et fortement équipé en moyens de production d'énergie par rapport à ses besoins en énergie. Les toits, murs, voire les fenêtres ou d'autres éléments (verrières de véranda ou balcons, murs d'enceinte, toiture de garage ou appentis, fondations, etc.) peuvent être mis à profit pour accumuler et restituer de la chaleur ou produire de l’électricité. Le caractère excédentaire en énergie (« positif ») est permis par des principes constructifs et bioclimatiques, mais aussi par le comportement des usagers (gestion efficiente des usages, des consommations de l’électroménager et de l'informatique, de la mobilité…). La quantité d'énergie produite sur le toit, murs, ombrières… doit au moins compenser la somme des consommations énergétiques moyennes annuelles sous le toit.
Selon l'ADEME (juin 2012), le retour d'expérience disponible pour une centaine de réalisations à énergie positive en France (65 % dans le tertiaire ; 29 % en maisons individuelles et 6 % en logements collectifs construits à 55 % dans la moitié nord de la France), montre que la consommation de ces bâtiments est d'environ 50 kWh/m2/an (niveau équivalent à celui des bâtiments « basse consommation » classiques), mais ces performances peuvent encore progresser et l'objectif 2020 de 3x20 est possible selon l'ADEME, notamment par la généralisation des DEL et d'un éclairage asservi à la détection de présence et des besoins.

## Historique du concept
La construction à énergie positive constitue une rupture technologique et conceptuelle, dans les mouvances architecturales de la HQE (années 1990) et plus particulièrement dans la lignée de la « construction passive » développée dans les années 1970, mais formalisée en 1988 par le Pr Bo Adamson de l’Université de Lund, (Suède) et Wolfgang Feist (Institut für Wohnen und Umwelt / soit Institut Habitat et Environnement).
Parmi les premières références, on peut citer la maison Hölken, à Fribourg-en-Brisgau, une maison totalement autonome en énergie datant de 1994. Le concept a aussi été décliné en réalisations économiquement viables par l'architecte Rolf Disch sous la forme de Plusenergiehaus et Solarsiedlung (« maison à énergie positive » et « quartier solaire ») et par le concept de Maisons France Confort MFC 2020.

On a ensuite aussi parlé de quartier ou d'îlots « à énergie positive » (ex. : deux îlots à énergie positive construits à partir de 2022 dans l'écoquartier « Fontaine d'Ouche », prioritaire pour la politique de la ville de Dijon, issus d'un projet d'autoconsommation collective, lauréat 2020 du programme européen Response : une soixantaine de solutions énergétiques innovantes y seront testées, dont des panneaux photovoltaïques bifaciaux avec autoconsommation collective et bornes de recharge intelligente. La qualité de l'air intérieur sera également mesurée.
Ce concept s'inscrit dans les bonnes pratiques de gestion des ressources naturelles, dans le cadre notamment de la transition énergétique, qui s'intègre elle-même dans la transition écologique.

## Initiatives

### Initiatives internationales
Entre 2008 et la fin 2013, des chercheurs de dix-neuf pays (Australie, Autriche, Belgique, Canada, Danemark, Finlande, France, Allemagne, Italie, Corée, Nouvelle-Zélande, Norvège, Portugal, Singapour, Espagne, Suède, Suisse, Royaume-Uni, États-Unis) ont collaboré au sein d’un projet de recherche conjoint de l’agence internationale de l'énergie (AIE) : Solar Heating and Cooling Program (SHC) tâche 40 / Energy in Buildings and Communities (EBC) Annex 52  « Towards Net Zero Energy Solar Buildings »,. Le but était de rendre le concept Net ZEB, l'équivalent BEPOS à l'extérieur de la France, commercialisable.
Le projet conjoint était divisé en sous-tâches : 
- Sous-tâche A : Développer un cadre de définition harmonisé et applicable internationalement ;
- Sous-tâche B : Outils pour le processus de conception ;
- Sous-tâche C : Conception avancée de bâtiment nZEBs, solutions technologiques et lignes directrices pour l’industrie.

La tâche étudia les bâtiments neufs et usagés tant résidentiels que non résidentiels situés dans les zones climatiques des pays participants.

### Initiatives françaises
En septembre 2016, dans le cadre de la stratégie nationale bas-carbone et de l'application de la Loi relative à la transition énergétique pour la croissance verte (TECV), un nouveau label « énergie-carbone » devient disponible pour les bâtiments qui seront à la fois à « énergie positive » et « bas carbone ». Préparé durant un an avec les associations HQE, Effinergie et BBC, il bénéficiera d'une période d'expérimentation sur des « bâtiments pilotes », avec des « fourchettes de seuils » adaptées à différents types de bâtiments (habitat individuel, collectif, bâtiment du secteur tertiaire, etc.) et il préfigure la future réglementation environnementale (qui en 2018 devrait imposer un calcul des émissions de gaz à effet de serre et des consommations d'énergie et de ressources sur l'ensemble du cycle de vie, ainsi qu'une incitation à recourir aux énergies renouvelables pour couvrir et compenser les besoins des bâtiments, exigences qui devraient être intégrées dans la future réglementation environnementale.

## Principes
La conception d'un habitat à énergie positive reprend généralement les grands principes de la maison passive, en y ajoutant des éléments de productions d'énergie : 
1. Isolation thermique renforcée, fenêtres de grande qualité ;
2. Suppression des ponts thermiques et isolation par l'extérieur ;
3. Excellente étanchéité à l’air ;
4. Forte limitation des déperditions thermiques par renouvellement d'air via une ventilation double flux avec récupération de chaleur sur air vicié ;
5. Captation optimale de l’énergie solaire de manière passive ;
6. Protections solaires et dispositifs de rafraîchissement passifs ;
7. Limitation des consommations d’énergie des appareils ménagers ;
8. Équipement en moyens de captage ou production d'énergie (capteur photovoltaïque, capteur solaire thermique, aérogénérateur, pompe à chaleur sur nappe, freecooling par plancher rayonnant, sondes géothermiques verticales, etc.)
9. Récupération et utilisation optimales des eaux pluviales.
10. Épuration naturelle par lagunage

L'énergie excédentaire peut être fournie aux bâtiments voisins, mais est généralement injectée sur des réseaux électriques ou de chaleur, privés ou publics.

## Définition officielle
En France, elle est précisée, pour les immeubles sous maîtrise d'ouvrage publique, par un décret d'application de la loi de transition énergétique : un bâtiment à énergie positive doit trouver un « équilibre entre sa consommation d'énergie non renouvelable (pour tous les usages énergétiques du bâtiment) et sa production d'énergie renouvelable ou de récupération injectée dans le réseau (y compris par les espaces attenants à la construction), dont le bilan énergétique est inférieur à un seuil défini par arrêté. Ce seuil pourra être modulé en fonction de la localisation, des caractéristiques et de l'usage de la construction neuve ». Un bâtiment public peut aussi être considéré comme à haute performances environnementales s'il obtient une écocertification respectant au moins deux critères de performance parmi ceux-ci : valorisation de déchets de chantier ; réduction de l'empreinte carbone du bâtiment par le recours aux matériaux biosourcés ; qualité de l'air intérieur améliorée par le recours à des matériaux faiblement émetteurs de composés organiques volatils et qualité de la mise en œuvre des systèmes de ventilation, avec des seuils qui seront fixés par arrêté. Tout bâtiments bas-carbone doit aussi avoir de faibles émissions de gaz à effet de serre sur l'ensemble de son cycle de vie (avec un seuil qui sera fixé par arrêté) (d'autres exigences comme une moindre consommations d'eau et le traitement in situ des eaux pluviales ont disparu du texte final).

## Enjeux
Le bâtiment est dans l’Union européenne un gouffre d’énergie primaire (40 % de l’énergie totale consommée) devant les transports (30 %) et l’industrie (30 %). Il est responsable de plus de 40 % des émissions totales de CO2. Les économies d’énergie sont un enjeu économique et écologique majeur pour ce secteur. Selon l’Ademe, en France où le bâtiment absorbe 46 % de la consommation d'énergie (devant les transports : 25 % et l'industrie : 23 %), pour chaque ménage, atteindre le « Facteur 4 » représente entre 15 000 et 30 000 € d’investissement à réaliser avant 2050. Des solutions du type bâtiment à énergie positive et tiers-investisseur permettent d’espérer pouvoir doublement rentabiliser ce type d’investissement.
Des maisons passives (et plus rarement « à énergie positive ») existent déjà par milliers en Allemagne et en Suisse, et ont démontré que les solutions techniques existent. Reste à les généraliser pour tenir l’objectif du facteur 4, ou du facteur 9 (diviser par 9 les consommations pour un service équivalent)… alors que les prix du pétrole et de l’énergie devraient inéluctablement augmenter (Cf. manque de pétrole).
Une Directive européenne sur la performance énergétique des bâtiments vise à réduire leur consommation énergétique de 22 % d’ici 2010. Les gisements d’économie dans le bâtiment ancien sont importants, mais plus difficiles, par contre, un bâtiment neuf à énergie positive peut compenser les pertes de plusieurs bâtiments anciens périphériques moins bien isolés et moins performants.
Ce concept devrait servir de base dans la future réglementation environnementale 2018 (RE2018) ainsi que dans la réglementation thermique française de 2020 (RT 2020). Le bâtiment à énergie positive serait obligatoire pour tous les logements neufs à partir de 2020 (prévision de la RT 2020).

## Solaire passif

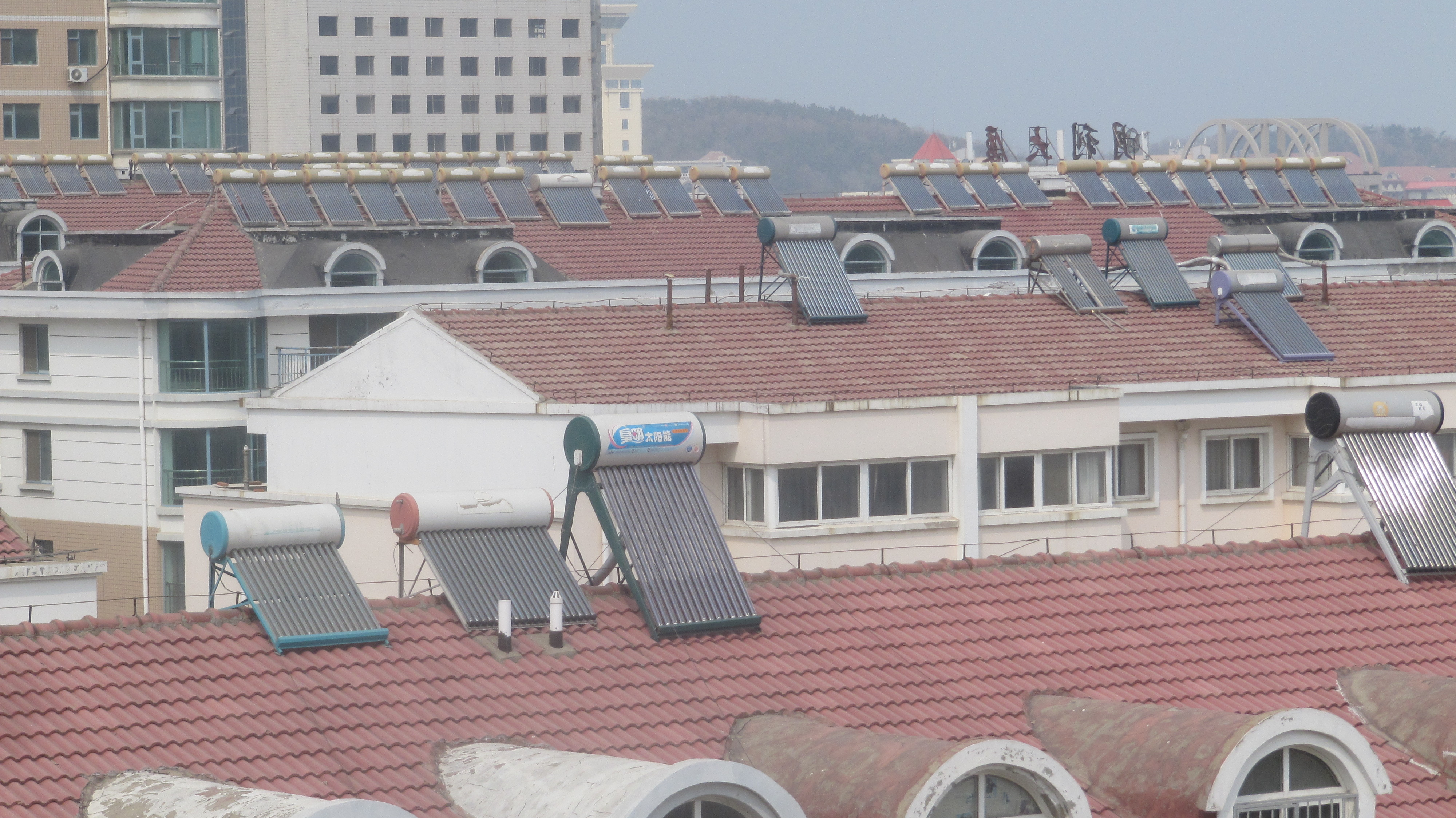
Chauffe-eau solaires en Chine.

Pour valoriser le potentiel fourni par le soleil en hiver, au printemps et en automne, il est nécessaire de capter sa chaleur, la stocker et la restituer. L’énergie solaire est captée par les parties vitrées de la maison. Ces vitrages isolants sont dimensionnés selon l’orientation du bâtiment : 40 à 60 % de surface vitrée sur la façade sud, 10 à 15 % au nord, et moins de 20 % sur les façades est et ouest. L’énergie solaire, qui pénètre via les fenêtres, est stockée à l’intérieur par des matériaux à forte inertie. La chaleur accumulée dans la masse du bâtiment est restituée par convection et rayonnement, avec un déphasage (lié à l'inertie des matériaux réchauffés) dans le temps. Afin d’éviter l’inconfort occasionné par les surchauffes en été, l’ensoleillement direct des vitrages est réduit par des protections solaires débordantes (auvent, pare-soleil, persienne…) et par des vitrages présentant un facteur solaire suffisant pour limiter les apports énergétiques. Ces mesures constructives peuvent être complétées par des stores et une protection végétale.
Le solaire passif sert également à chauffer l'eau, comme dans le cas des chauffe-eau solaires, qui peuvent impliquer soit que l'eau soit directement chauffée via des tuyaux sur les toitures, soit qu'elle soit chauffée via un second circuit fermé entourant le ballon et passant sur la toiture. Il est également possible de faire passer des tuyaux caloporteurs dans des panneaux photovoltaïques, permettant ainsi de coupler production d'électricité et eau chaude sur le même capteur.

## Inconvénients

### Surcoût
Il existe un surcoût initial par rapport à une construction traditionnelle souvent au moins partiellement compensé par des aides ou déductions fiscales[réf. nécessaire] ; ce surcoût est d’autant plus élevé qu’on vise une production excédentaire importante (surtout si elle est totalement photovoltaïque). Aux conditions actuelles d'achat de l’électricité en Europe de l’Ouest, l’investisseur peut rentrer dans ses frais en 5 à 10 ans grâce aux économies d’énergie réalisées et à la vente de l’énergie excédentaire.[source insuffisante]
La construction de bâtiments à énergie positive entraînerait un surcoût moyen estimé entre 8 et 11 %. Le coût moyen de la construction en France d’une maison BEPOS serait de 1 200 € /m² en moyenne. Les surcoûts, par rapport à une construction traditionnelle, varient cependant entre la ville et la campagne, où ils sont en moyenne quatre fois moins élevés qu’à Paris.

### Autres freins
Un des freins est le manque d’artisans qualifiés, d’architectes formés à ces standards et la hausse des coûts entraînée par une demande qui dépasse l’offre.[réf. nécessaire]
Pour diminuer la consommation énergétique des bâtiments de 22 % d’ici 2010 en Europe, une directive « performance énergétique des bâtiments » (EPBD) est en cours de transposition depuis 2007 dans les droits nationaux, elle pourrait éventuellement encourager la formation.[réf. nécessaire]
Des études sont en cours pour mieux cerner les impacts de ce concept en termes économiques, énergétiques et environnementaux, améliorer son efficacité, favoriser la diffusion, notamment en France, avec le programme de recherche PREBAT).

### Critiques
La production excédentaire d'énergie véhicule une image positive de haute qualité environnementale, mais n'impose pas nécessairement de qualité environnementale ni sociale (matériaux utilisés — toxicité, provenance —, santé et sécurité au travail, traitement des ouvriers).
Ce type de solution peut sembler difficilement généralisable, car nécessitant un investissement initial important, et par ailleurs, les possibilités de production photovoltaïque, géothermique… pourraient décourager l'utilisation des techniques passives (optimisation de l'inertie du bâti, fenêtres…) utiles et complémentaires pour diminuer l'énergie consommée par le fonctionnement du bâtiment et l'énergie grise de l'équipement actif.

## Immeubles à énergie positive
Le premier immeuble de logement à énergie positive de France a été construit à Lyon dans l'écoquartier La Confluence.[réf. nécessaire]
Le premier bâtiment tertiaire ayant été labellisé BEPOS-Effinergie 2013 a été construit en 2014 à Toulouse, en région Occitanie, par le Constructeur et Promoteur immobilier GA Smart Building.
En 2011, différents architectes proposent des solutions d'habitations (Architecteurs, Arteco, etc.) et de bureaux (Architecteurs, Armoes, Natekko, etc.) à énergie positive en France.[réf. nécessaire]
Les méthodes de construction passive et à énergie positive sont bien en place en Allemagne et Europe du Nord, mais les projets d'immeubles à énergie positive à vocation tertiaire sont encore rares et à développer.
L'usage de l'énergie excédentaire pourrait aussi être optimisé et directement partagé avec les voisins plutôt que reversé dans le réseau général (notamment pour la chaleur, les réseaux de chaleur n'étant pas conçus pour recevoir de petites quantités de chaleur). Le concours « Solar Decathlon » lancé en 2007 par le département de l'Énergie des États-Unis de maisons passives à énergie solaire imposait par exemple que la maison soit auto-alimentée en énergie, mais aussi qu'elle surproduise assez d'électricité pour alimenter les batteries d’un véhicule assez puissant pour assumer les déplacements quotidiens de ses habitants. Le défi a été relevé par une vingtaine d'équipes universitaires avec constructions faites sur les campus, transportées et exposées sous la forme d’un « village solaire », du 12 au 20 octobre 2007 à Washington. Une maison américaine hydrolyse de l'eau et stocke l'hydrogène produit pour alimenter une chaudière et/ou un véhicule.

Siège de GA Smart Building - Toulouse

En France, malgré un retard certain par rapport aux voisins suisses ou du nord, on peut déjà citer :
- Le Siège social de GA Smart Building à Toulouse (Haute-Garonne). Bâtiment de bureaux de 3 500 m2 conçu par CDA Architectes et construit par le groupe en 2014. Il s'agit du premier bâtiment tertiaire labellisé BEPOS-Effinergie 2013 en France. Le bâtiment bénéficie d'une enveloppe béton à forte inertie thermique. Il est équipé de vitrages triple épaisseur avec stores automatiques intégrés favorisant la lumière naturelle tout en garantissant une maîtrise des apports solaires. La production thermique géothermique est couplée à une émission par dalle active (plafond béton rayonnant sur boucle d'eau). Tous les équipements (détection d'éclairage, production thermique, ventilation, ouvertures des baies) sont reliés à une interface de gestion et de programmation GTB. Enfin, 460 m2 de panneaux photovoltaïque assurent une production d'électricité de 82 MWh/an, l'énergie non consommée étant ré-injectée dans le réseau intelligent du parc d'activités[12],[14],[15] ;

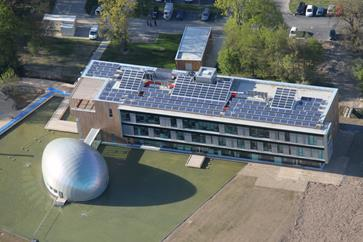
Vue aérienne BEPOS JF Cesbron.

- Le Siège social du Groupe JF Cesbron à Saint-Sylvain-d'Anjou (Maine-et-Loire), d’une surface de 2 900 m2. Il est notamment équipé de 401 m2 de panneaux photovoltaïques en toiture, en verrière et en façade sud, d’une ventilation double-flux avec ventilation nocturne et de deux pompes à chaleur thermodynamiques équipées de ventilateurs basse consommation. Sa consommation énergétique est inférieure aux exigences de la Réglementation Thermique 2012 avec 34 kWh m2/an, contre 50 kWh m2/an pour atteindre le niveau BBC (bâtiment basse consommation). Sa consommation totale est de 38 000 kWh/an contre une production de 47 000 kWh/an. La construction a suivi une démarche HQE (haute qualité environnementale) : respect des qualités naturelles du site pour l’insertion paysagère, maintien de la continuité des écosystèmes (arbres, haies et ruisseau préservés), par le choix des matériaux (structure béton pour une inertie thermique optimale et du bois pour habiller certaines façades). Le bâtiment est ouvert aux visites[16],[17],[18] ;
- le nouveau bâtiment de l’Institut national de l'énergie solaire (INES) - Atelier Michel Rémon Architecte associé avec Frédéric Nicolas architecte en construction (2009) dans la technopole de Chambéry ; il intègre des « brise-soleil motorisés en façade Ouest, qui accompagneront le rythme du soleil, comme des tournesols». Son chauffage bénéficie de 300 m2 de capteurs solaires thermiques et d’une chaudière à bois. 400 m2 de panneaux photovoltaïques produiront son électricité[19] ;
- le Green Office[20](23 300 m2 en « bioclimatique » fait par Bouygues Immobilier) à Meudon (Hauts-de-Seine) présenté comme le « 1er bâtiment tertiaire de grande ampleur à énergie positive en France », doté de 4 000 m2 de panneaux photovoltaïques et d'une chaudière à cogénération biomasse[21] ;
- le projet SOLARIS à Clamart, réalisé par SERCIB France, où environ 4 000 m2 de panneaux photovoltaïques et 115 sondes géothermiques alimenteront 31 000 m2 de bureaux[22] ;
- en matière de HLM, des logements sociaux à énergie positive (1 435 m2) en 17 appartements familiaux, 4 pièces pour la plupart, sur 6 niveaux à construire rue Guénot (Paris 11e), ont été commandés pour 2011 par la Régie immobilière de la ville de Paris (RIVP) à l'agence Baudouin et Bergeron. Le toit sera intégralement source d'énergie (chaleur, électricité, lumière zénithale), pour un cout initial de 3 335 000 € HT ;

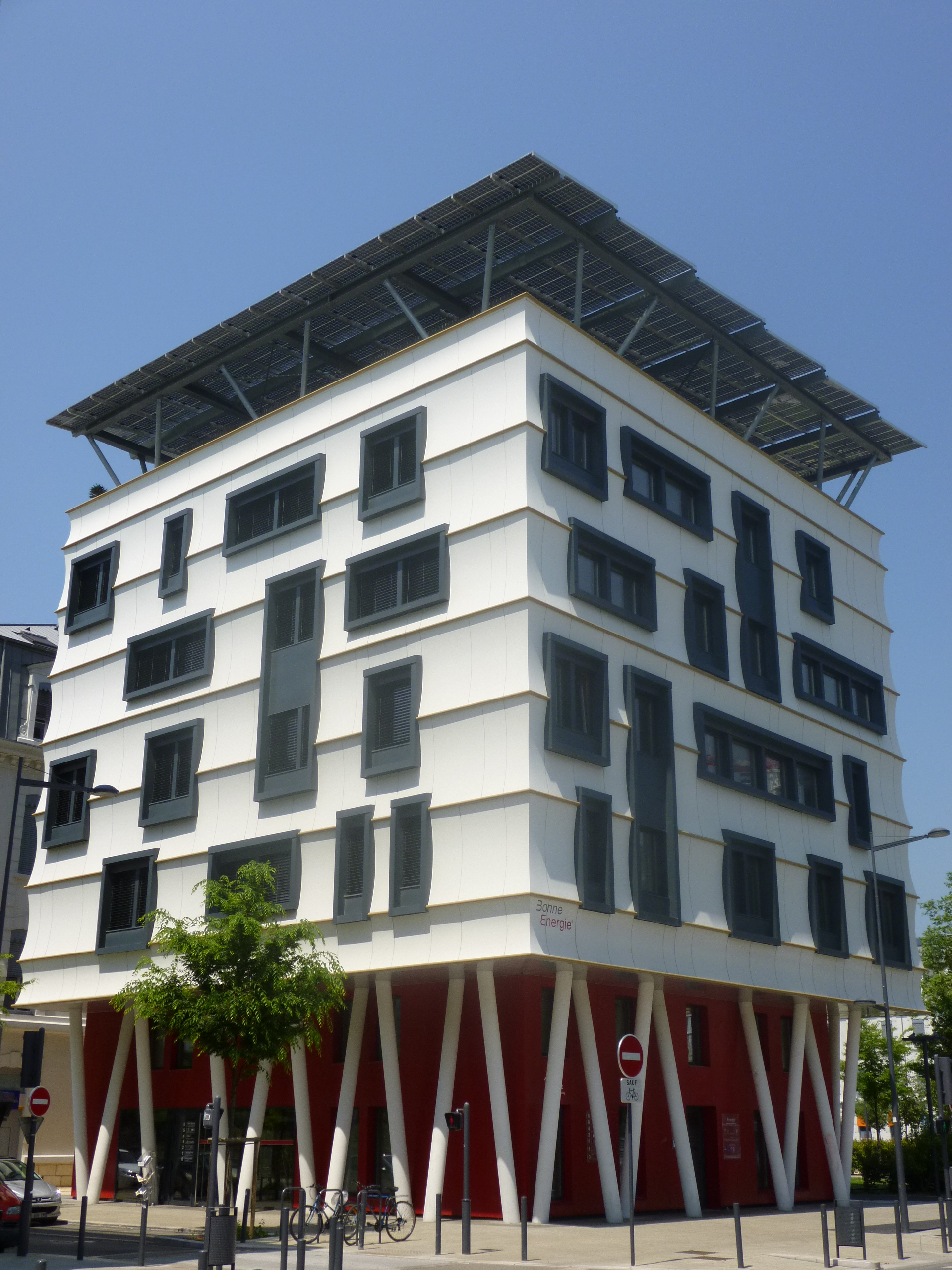
L'immeuble Bonne Énergie à Grenoble.

- les nouveaux bâtiments de l'INPI à Courbevoie, créée par l'agence Natekko, remarquable pour son mélange de colombages et de verre[23] ;
- la halle Pajol, Paris 18e, création d'un écoquartier, et de la plus grande centrale solaire de centre-ville de France ;
- les bâtiments du MIBI (Montpellier International Business Incubator) à Montpellier[24], avec plus de 700 m2 de panneaux solaires photovoltaïques, une pompe à chaleur, une isolation renforcée, de larges entrées de lumière naturelle, et produisant chaque année 70 000 kWh ;
- l'immeuble de bureaux Bonne Énergie dans l'écoquartier de Bonne à Grenoble ;
- le groupe scolaire Malbosc à Montpellier ;
- l'opération Villavenir+Atlantique de la Fédération Française du Bâtiment, à Nantes[25] :
- l'Écopôle de Reims, construit par Sanef à Ormes (Marne) pour accueillir les services d'exploitation de sa direction du réseau Est. Il bénéficie d'un chauffage par géothermie, d'une isolation renforcée, d'une ventilation double flux. 800 m2 de panneaux photovoltaïques sont installés sur le toit, et produisent 240 000 kWh/an. Il est entouré d'un site paysager de 8 hectares comprenant un marais de récupération des eaux pluviales et une épuration par lagunage naturel.
- La tour Elithis Danube de Strasbourg est la première tour à énergie positive en France de sorte qu'elle produit plus d'énergie que n'en consomme ses habitants[26]. Elle a été inaugurée en février 2018.

À noter le projet Abalone Énergie, bâtiment tertiaire autonome à énergie positive qui vient de voir le jour à Saint-Herblain, près de Nantes. Le groupe Abalone, vient d'y construire son siège social, visitable et reproductible par tous[pas clair]. C'est à ce jour le premier bâtiment autonome à énergie positive et sans rejet de gaz à effet de serre. Il a vocation à ne pas être raccordé au réseau électrique national, grâce à son « propre » réseau énergétique : trois éoliennes de quinze mètres, trois éoliennes de toit de trois mètres, solaire thermique et photovoltaïque, puits canadien, hydrogène, pile à combustible. L’originalité et l’innovation du projet seront l’utilisation de l’hydrogène et d’une pile à combustible afin de produire et de stocker de l’énergie en temps voulu pour être autonome à 100 % du réseau électrique national. 
Pour la France, le plus ancien des projets significatifs est situé en Mayenne et abrite le siège de la société Isore Bâtiment. Il s'agit d'un bâtiment tertiaire à énergie positive qui a vu le jour en septembre 2007 avec le soutien financier de l'ADEME et de la région Pays de la Loire. Il combine toutes les techniques connues et éprouvées : isolation épaisse par l'extérieur (200 mm en couches croisées) des parois verticales, isolation périmétrique, isolation renforcée du toit, puits canadien, système de régulation thermique pointée et production d'électricité photovoltaïque.
En fonctionnement depuis 6 ans, les résultats montrent que la production est conforme au niveau prévu, mais qu'en revanche la consommation est plus élevée du fait principalement des mois d'hiver où la température intérieure de confort prévue à 20 °C est trop faible pour le travail sédentaire dans des bureaux. Il apparaît donc que les études doivent être réalisées avec une température de confort de 22 °C en hiver. En définitive, après 5 ans d'usage, l'immeuble consomme 44 kW/m2 et produit 29 kW/m2.
Le futur siège de l'INPI, à Courbevoie, présente une originalité supplémentaire, il est en bois, à façades de verre et colombages apparents, et équipé d'un atrium végétalisé. 
En 2016, on recense 78 000 opérations certifiées du label BEPOS-Effinergie en France.

### Prospective, recherche et développement
- Un GIE « Enjeu énergie positive » vise à favoriser la « diminution de la consommation énergétique des futurs immeubles et d’augmenter leur capacité à produire de l’énergie au moyen d’énergies renouvelables »[33]. Ce projet a été initié par Bouygues Immobilier avec Lexmark (solutions et produits d’impression), Philips (solutions et gestion de l’éclairage), Schneider Electric (solutions de gestion de l’énergie), Siemens (systèmes électroniques de gestion du bâtiment), Sodexo (restauration collective), Steelcase (mobilier de bureau et aménagement d’espaces de travail) et Tandberg (vidéoconférences et communication unifiée) ;
- Un pôle novateur scientifique et de recherche, à vocation internationale, a été initié par l'École nationale des ponts et chaussées, le Centre scientifique et technique du bâtiment (CSTB) et Eparmarne du ministère de l'Environnement, de l'Énergie et de la Mer (dans la cité Descartes à Champs-sur-Marne), dans le cadre du Pôle Ville de l'Université Paris-Est. Le laboratoire de ce pôle « Descartes + » sera ouvert à environ dix autres laboratoires et organismes spécialisés[34]. Un « bâtiment capable de surproduire de l'énergie », commandé par l'École nationale des ponts et chaussées est prévu. Son cahier des charges imposait une surproduction de 10 % d'énergie au moins. L'architecte[35] annonce 30 % de surproduction d'énergie pour ce bâtiment qui devrait être fini début 2012. Sur 100 ans, cette « surproduction » devrait compenser l'énergie grise consommée par la production des matériaux et la construction du bâtiment selon Julien Haase[36] ;
- Un autre enjeu, notamment identifié par Jeremy Rifkin avec son concept de Troisième révolution industrielle, est d'associer une domotique poussée à un réseau Smart grid (il parle d'un « Internet de l'énergie » pour orienter le surplus d'électricité produite vers le besoin le plus proche afin d'éviter les pertes en ligne ou liées au stockage/déstockage). Des véhicules électriques peuvent aussi servir de stockage tampon du surplus d'électricité produite. Vers 2010 apparaissent des outils logiciels et modèles 3D permettant d'idéalement positionner les panneaux solaires dans les villes, également utile pour prévoir l'ensoleillement de terrasses végétalisées, ainsi un « cadastre solaire » sera disponible pour tous les Parisiens en 2012[37] ;
- Un des défis du XXIe siècle, pour une construction durable, sera d'adapter au bâti ancien une partie des progrès permis par l'approche « à énergie positive », tout en la croisant avec une approche « à biodiversité positive ».

## « Territoires à énergie positive »
La transition énergétique, via notamment les smart grids permet à des habitants, entreprises et collectivités de mutualiser leurs moyens pour qu'une collectivité ou un territoire devienne lui-même positif en énergie (thermique ou électrique). C'est une dimension de la soutenabilité du développement et de l’« excellence environnementale ».
Une telle dynamique a été encouragée en France en septembre 2014 par un appel à projets national intitulé « Territoires à énergie positive » (Tepos) qui vise à sélectionner et aider des « territoires à énergie positive pour la croissance verte » et des « territoires à énergie positive en devenir » (ici l'expression « à énergie positive » est à comprendre au sens large : ces projets peuvent concerner l'économie d’énergie dans les bâtiments ; une moindre émission de gaz à effet de serre, des déchets réduits et mieux gérés, le soutien aux énergies renouvelables ; la préservation/restauration de la biodiversité et l'éducation à l'environnement et la participation citoyenne). Cinq mois plus tard (10 février 2015) parmi 528 dossiers de candidatures déposés par des communes, des EPCI, des Conseils généraux, des pays et parcs naturels régionaux (plus de 75 % des PNR ont fait acte de candidature), 216 territoires-lauréats ont été retenus par le ministère de l'Écologie, ce qui leur donne droit à une aide de 500 000 euros (somme qui devrait aider en moyenne une dizaine de collectivités par région à développer un projet technique ou de gouvernance permettant d'évoluer vers une autonomie énergétique, la région Midi-Pyrénées étant la plus aidée avec 18 projets/candidatures retenus).
La Guyane, La Réunion, Guadeloupe et Martinique font l'objet d'une aide qui pourrait leur permettre d'obtenir un statut d'« îles à énergie positive ».
Toutes ces collectivités pourront collaborativement mutualiser leurs efforts et retours d'expérience via un site dédié mis en place par le ministère. Ces efforts porteront sur l'introduction de technologies douces et propres (Éolien, solaire, géothermie, etc. mais aussi sur le développement de la sobriété énergétique (ex éclairage public économe et la mise en place de circuits courts et d'une économie plus circulaire. Il a été suggéré que les projets non retenus puissent être baptisé « territoires à énergie positive en devenir » et puissent bénéficier d'autres formes de soutien via par exemple des Contrats régionaux de transition énergétique. Pour les collectivités rurales qui le souhaitent, un réseau « Territoires Ruraux à Énergie Positive » (TEPOS) réunit des collectivités locales et territoires ruraux, des porteurs de projets et structures de soutien.
En mai 2016, 500 territoires ont été définis comme territoires à énergies positives par le ministère de l'Environnement, de l'Énergie et de la Mer.